# Campeonato de División Intermedia 1912 (Argentina)
El Campeonato de División Intermedia 1912 fue el decimocuarto torneo de segunda categoría organizado por la Asociación Argentina de Football, el segundo bajo la denominación División Intermedia. El torneo se disputó entre abril y noviembre de 1912 con una interrupción entre junio y julio, debido a la ruptura de la AAF y que dio origen a la Federación Argentina de Football (FAF), donde 3 equipos se desafiliaron. De manera disidente, se disputó el Campeonato de División Intermedia 1912 de la FAF.

## Ascensos y descensos
Equipos salientes
| Pos   | Ascendidos y promovidos a Primera División 1912 (FAF) |
| ----- | ----------------------------------------------------- |
| 1.º   | Estudiantes (LP)                                      |
| Prom. | Independiente                                         |
| Prom. | Kimberley                                             |
| Prom. | Argentino (Q)                                         |

| Pos  | Equipos descendidos y relegados a Segunda División |
| ---- | -------------------------------------------------- |
| 10.º | Banfield                                           |
| Re.  | Nacional                                           |

Equipos entrantes
| \| Pos \| Ascendidos y promovidos de la Segunda División 1911 \| \| ----- \| --------------------------------------------------- \| \| 1.º \| Riachuelo \| \| Prom. \| Platense \| \| Prom. \| Olivos \| |                                                     |
| Pos | Ascendidos y promovidos de la Segunda División 1911 |
| 1.º | Riachuelo                                           |
| Prom. | Platense                                            |
| Prom. | Olivos                                              |

## Sistema de disputa
Se disputó bajo el formato de Sistema de todos contra todos, a 2 ruedas invirtiendo la localiza. El campeón de la competencia ascendió a Primera División.

### Reestructuración
Debido a la fractura que sufrió la AAFL durante el año, la Primera División se vio reducida de participantes. En la Asamblea Extraordinaria del 18 de julio, se aprobó por decisión unánime la promoción de todos los equipos de la División Intermedia, a los que luego se sumó el campeón de la Segunda División y un nuevo afiliado.

## Tabla de posiciones final
| Pos. | Equipo              | Pts. | PJ | PG | PE | PP | GF | GC | Dif. |
| ---- | ------------------- | ---- | -- | -- | -- | -- | -- | -- | ---- |
| 01.º | Ferro Carril Oeste  | 30   | 12 | 10 | 0  | 2  | 29 | 21 | 8    |
| 02.º | Platense            | 26   | 12 | 8  | 2  | 2  | 29 | 15 | 14   |
| 03.º | Boca Juniors        | 23   | 12 | 7  | 2  | 3  | 23 | 9  | 14   |
| 04.º | Estudiantil Porteño | 23   | 12 | 7  | 2  | 3  | 27 | 15 | 12   |
| 05.º | Comercio            | 13   | 12 | 4  | 1  | 7  | 27 | 25 | 2    |
| 06.º | Olivos              | 4    | 12 | 1  | 1  | 10 | 14 | 40 | −26  |
| 07.º | Riachuelo           | 3    | 12 | 1  | 0  | 11 | 4  | 28 | −24  |

|  | Campeón. |

|  |

## Resultados
| 14 de mayo | Comercio                                                                                      | 0:4 (0:3) | Boca Juniors | Estadio de Comercio, Buenos Aires |  |
|            | Arriaga Alberti Terrada Florio Romero Dragonetti Colonelo Butta Dolhagaray Minaverry Peavatto | Reporte   | Etchard · Garibaldi · Biggeri · Pieralini · Elena · Priano · Calomino · Eloiso · Cincotta · Abbatángelo · Taggino · * F. Taggino 1', 14' - M. Pieralini 10' - D. Abbatángelo 70' |                                   |  |

| 21 de mayo | Kimberley | 1:3 (0:3) | Boca Juniors | Estadio de Kimberley, Buenos Aires |  |
|            | Estrach · Spano · Pianarolli · Machi · Tissoni · Chassring · Saluzzi · Martín · Martínez · Vázquez · Bertrand · * V. Bertrand 48' | Reporte   | Etchard · Garibaldi · Biggeri · Priano · Elena · Pieralini · Eloiso · Calomino · Abbatángelo · Cincotta · Taggino · * D. Abbatángelo 10' 25' - V. Cincotta 15' |                                    |  |

| 12 de mayo | Olivos | 0:1 (0:1) | Boca Juniors     | Estadio de Olivos, Olivos |  |
|            |        |           | - F. Taggino 43' |                           |  |

| 16 de mayo | Boca Juniors                          | 2:0 (0:0) | Argentino de Quilmes | Estadio de Boca Juniors, Buenos Aires |  |
|            | - D. Abbatángelo 57' - F. Taggino 85' |           |                      |                                       |  |

| 19 de mayo | Estudiantil Porteño | 0:0 | Boca Juniors | Estadio de Estudiantil Porteño, Buenos Aires |  |

| 14 de julio | Boca Juniors      | 1:3 (1:3) | Platense                           | Estadio de Boca Juniors, Buenos Aires |  |
|             | - P. Calomino 35' |           | - Annaratone 20' - Cotero 32', 40' |                                       |  |

| 21 de julio | Riachuelo | 1:4 | Boca Juniors                                         | Estadio de Riachuelo, Buenos Aires |  |
|             | Anotado   |     | - P. Calomino - J. Eloiso - P. Martínez - F. Taggino |                                    |  |

| 28 de julio                                                    | Boca Juniors                    | 2:1 (1:1) | Estudiantil Porteño | Estadio de Boca Juniors, Buenos Aires |  |
|                                                                | - M. Mayer 10' - F. Taggino 89' |           | - Doyer 20'         |                                       |  |
| Suspendido a los 89 minutos por retirada del equipo visitante. |                                 |           |                     |                                       |  |

| 18 de agosto | Boca Juniors | 0:1 (0:0) | Ferro Carril Oeste | Estadio de Boca Juniors, Buenos Aires |  |
|              |              |           | - Deandreis 75'    |                                       |  |

| 25 de agosto | Boca Juniors                                                    | 5:0 | Olivos | Estadio de Boca Juniors, Buenos Aires |  |
|              | - F. Taggino - D. Abbatángelo - M. Elena - M. Mayer - P. Wickam |     |        |                                       |  |

| 1 de septiembre | Boca Juniors                           | 3:0 (2:0) | Comercio | Estadio de Boca Juniors, Buenos Aires |  |
|                 | - M. Mayer 10', 15' - A. McCulloch 80' |           |          |                                       |  |

| 8 de septiembre | Boca Juniors                                   | 3:1 | Riachuelo | Estadio de Boca Juniors, Buenos Aires |  |
|                 | - A. Chiappori - N. Carabelli - D. Abbatángelo |     | - Sevessi |                                       |  |

| 22 de septiembre | Platense | 0:0 | Boca Juniors | Estadio de Platense, Buenos Aires |  |

| 10 de noviembre | Ferro Carril Oeste       | 2:0 (1:0) | Boca Juniors | Estadio de Ferro Carril Oeste, Buenos Aires |  |
|                 | - Pini 20' - Bergara 75' |           |              |                                             |  |

|  | Platense | 2:3 | Ferro Carril Oeste | Estadio de Platense, Buenos Aires |  |

|  | Ferro Carril Oeste | 5:1 | Platense | Estadio de Ferro Carril Oeste, Buenos Aires |  |

## Copa Campeonato
La Copa Campeonato de División Intermedia fue disputada por el ganador del Campeonato de División Intermedia y por el ganador del Torneo de Reservas de la Primera División.
| No hay datos | Ferro Carril Oeste | 2:1 | Racing (II) |  |  |

|                                        |
|                                        |
| Campeón Ferro Carril Oeste 1.er título |